# دراگون بال ضد: رستاخیز اف
دراگون بال ضد: رستاخیز اف (انگلیسی: Dragon Ball Z: Resurrection 'F') یک انیمه ژاپنی خیال‌پردازی علمی و فیلم رزمی محصول ۲۰۱۵ و دنباله‌ای بر جنگ خدایان در سال ۲۰۱۳ است.